# アメド・ナムシ
アメド・ナムシ（Hamed Namouchi, 1984年2月14日 - ）は、フランス・アルプ＝マリティーム県・カンヌ出身の元サッカー選手。現役時代のポジションはミッドフィールダー。

## 経歴

### クラブ
スコットランドのレンジャーズ時代にはアレックス・マクレイシュ監督の下セルティックとのグラスゴー・ダービーで得点するなど活躍するも、監督がポール・ル・グエンに代わると、FCロリアンに移籍した。ロリアンとの契約切れの後2009年12月にSCフライブルクに加入した。

### 代表
チュニジア代表としてアフリカネイションズカップ2006、2006 FIFA ワールドカップに出場。

## 所属クラブ
- ASカンヌ 2000-2002
- レンジャーズFC 2002-2006
- FCロリアン 2006-2009
- SCフライブルク 2009.12-2010
- グルノーブル・フット38 2010.11-
- エトワール・サヘル 2012.1-2013
- PFCロコモティフ・プロヴディフ 2014-

## 代表歴

### 出場大会
- チュニジア代表
  - 2006 FIFAワールドカップ

### 試合数
- 国際Aマッチ 21試合 1得点（2005年-2008年）[1]

| チュニジア代表 | 国際Aマッチ | 国際Aマッチ |
| 年             | 出場        | 得点        |
| -------------- | ----------- | ----------- |
| 2005           | 6           | 0           |
| 2006           | 13          | 1           |
| 2007           | 1           | 0           |
| 2008           | 1           | 0           |
| 通算           | 21          | 1           |

## タイトル
| シーズン  | チーム       | タイトル                       |
| --------- | ------------ | ------------------------------ |
| 2004-2005 | レンジャーズ | スコティッシュ・プレミアリーグ |